# Semiothisa aliceata
Semiothisa aliceata är en fjärilsart som beskrevs av Samuel E. Cassino 1928. Semiothisa aliceata ingår i släktet Semiothisa och familjen mätare. Inga underarter finns listade i Catalogue of Life.